# Jaromír Schneider
Jaromír Schneider (* 16. ledna 1940 Zlín) je český politik, elektroinženýr a hudebník, v letech 1996 až 1997 ministr hospodářství ČR a ministr pro místní rozvoj ČR ve druhé vládě Václava Klause, v letech 1991 až 1994 primátor města Zlína, člen KDU-ČSL.

## Život
Základní i střední školu absolvoval ve Zlíně. Následně vystudoval Fakultu elektrotechniky se specializací na slaboproud na ČVUT v Praze se sídlem v Poděbradech (promoval v roce 1962 a získal tak titul Ing.).
Do zaměstnání nastoupil na tzv. umístěnku do státního podniku Tesla v Rožnově pod Radhoštěm. V závěru roku 1964 se vrátil do Zlína a nastoupil do odboru výstavby tehdejšího státního podniku Rudý říjen, podílel se na přípravě a následně i na celém průběhu výstavby nové pneumatikárny v Otrokovicích (dnes společnost Continental Barum). Mezi roky 1975 a 1990 pracoval ve státním podniku Barumprojekt jako vedoucí projekčního oddělení, specializoval se na plánování realizace staveb.
Je vášnivým hudebníkem – jistou dobu vedl zlínský Dechový orchestr mladých.

## Politické působení
Od roku 1990 je členem KDU-ČSL, za niž se stal v komunálních volbách v roce 1990 zastupitelem města Zlína a následně i náměstkem primátora. Na mimořádném zasedání zastupitelstva byl dne 10. ledna 1991 zvolen primátorem města Zlína, ve této funkci setrval do 6. prosince 1994. V komunálních volbách v roce 1994 obhájil za KDU-ČSL mandát zastupitele města (byl lídrem kandidátky) a ve vedení města pokračoval jako první náměstek primátora.
Ve volbách do Senátu PČR v roce 1996 kandidoval jako člen KDU-ČSL v obvodu č. 78 – Zlín. V prvním kole skončil druhý a postoupil tak do kola druhého, v němž ho však porazila poměrem hlasů 47,36 % : 52,64 % kandidátka ODS Irena Ondrová.
V roce 1996 se stal ministrem hospodářství, poté ministrem pro místní rozvoj. Demisi podal ještě před pádem vlády dne 9. dubna 1997.